# Bombus

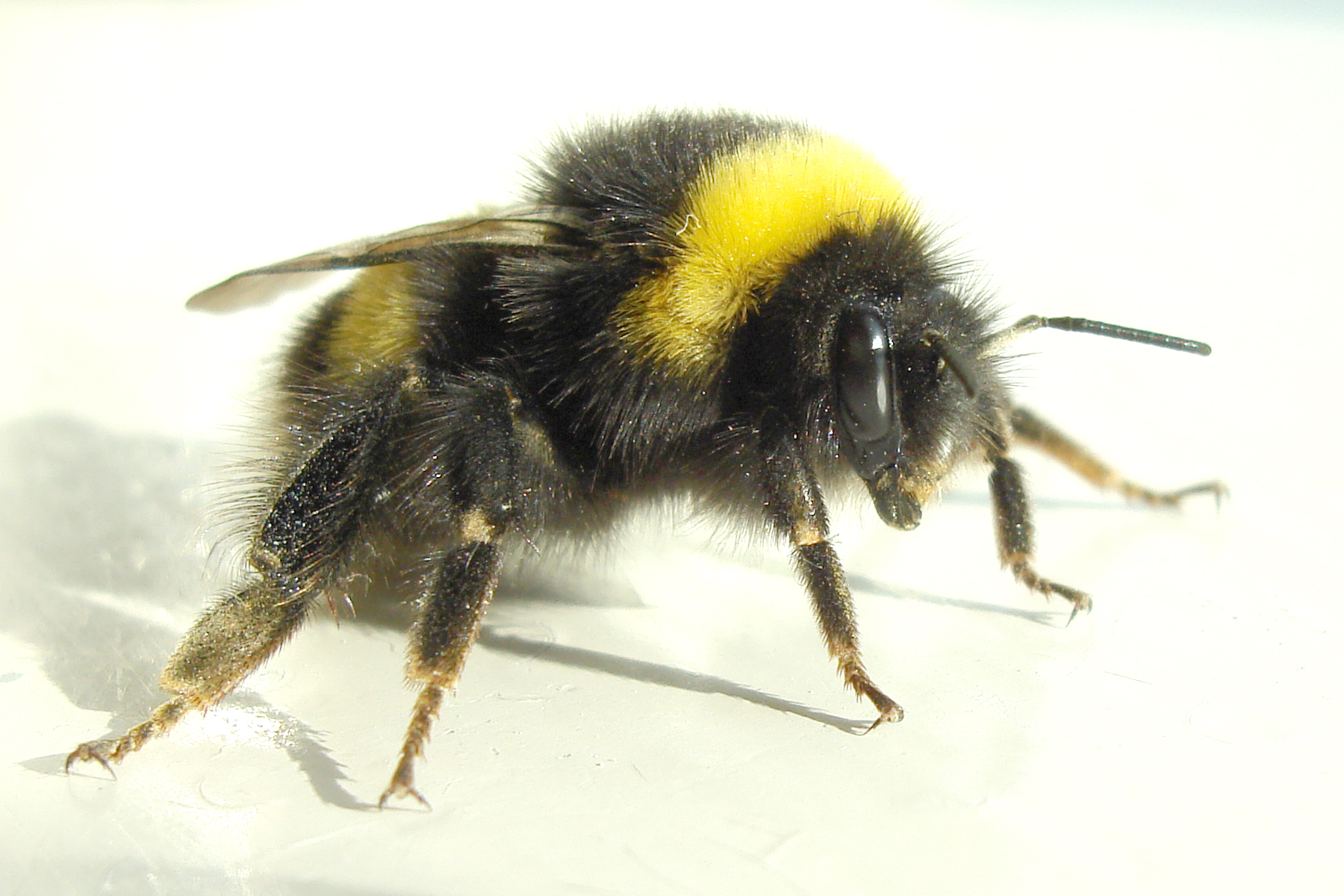

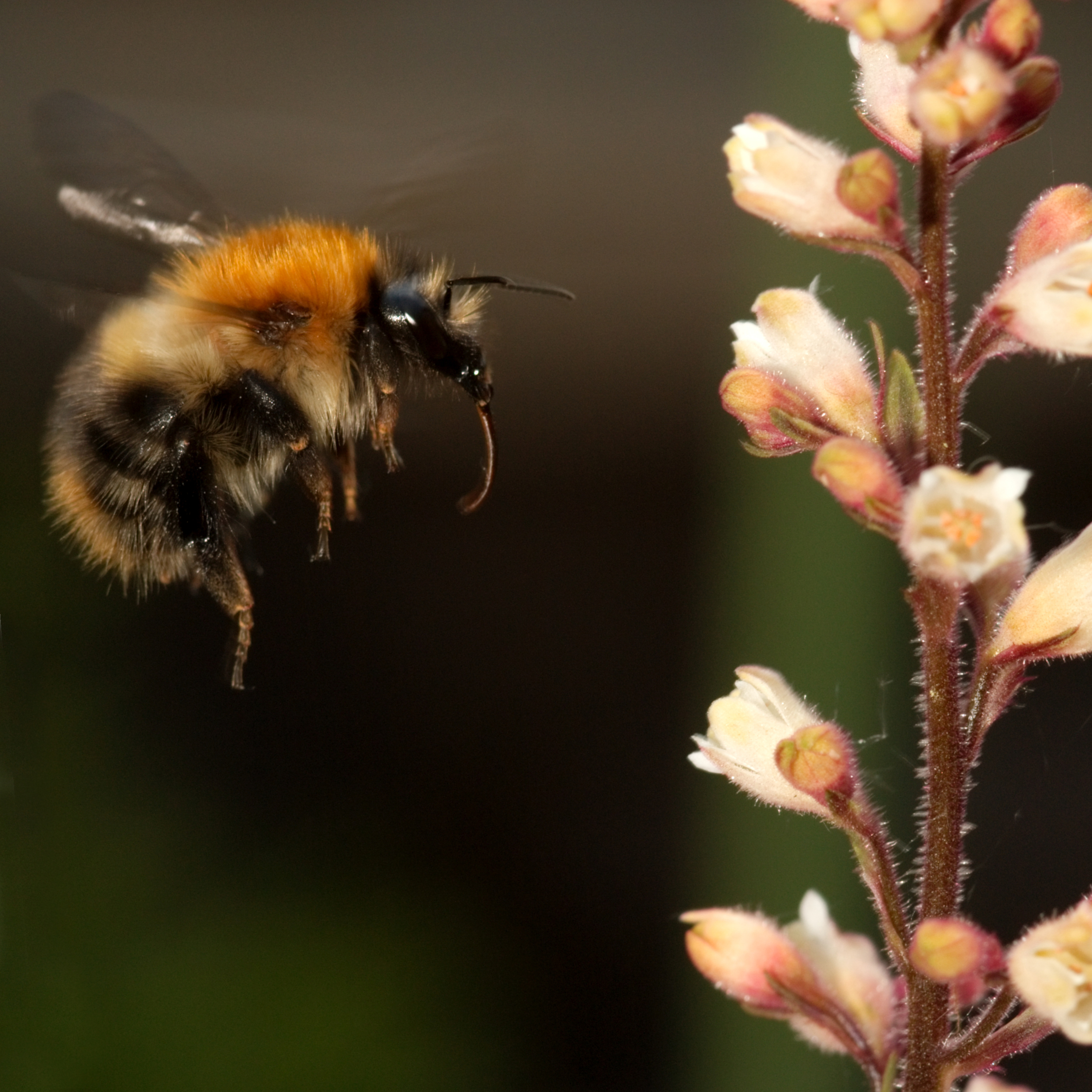
Trzmiel wysuwający trąbkę w kierunku kwiatostanu żurawki

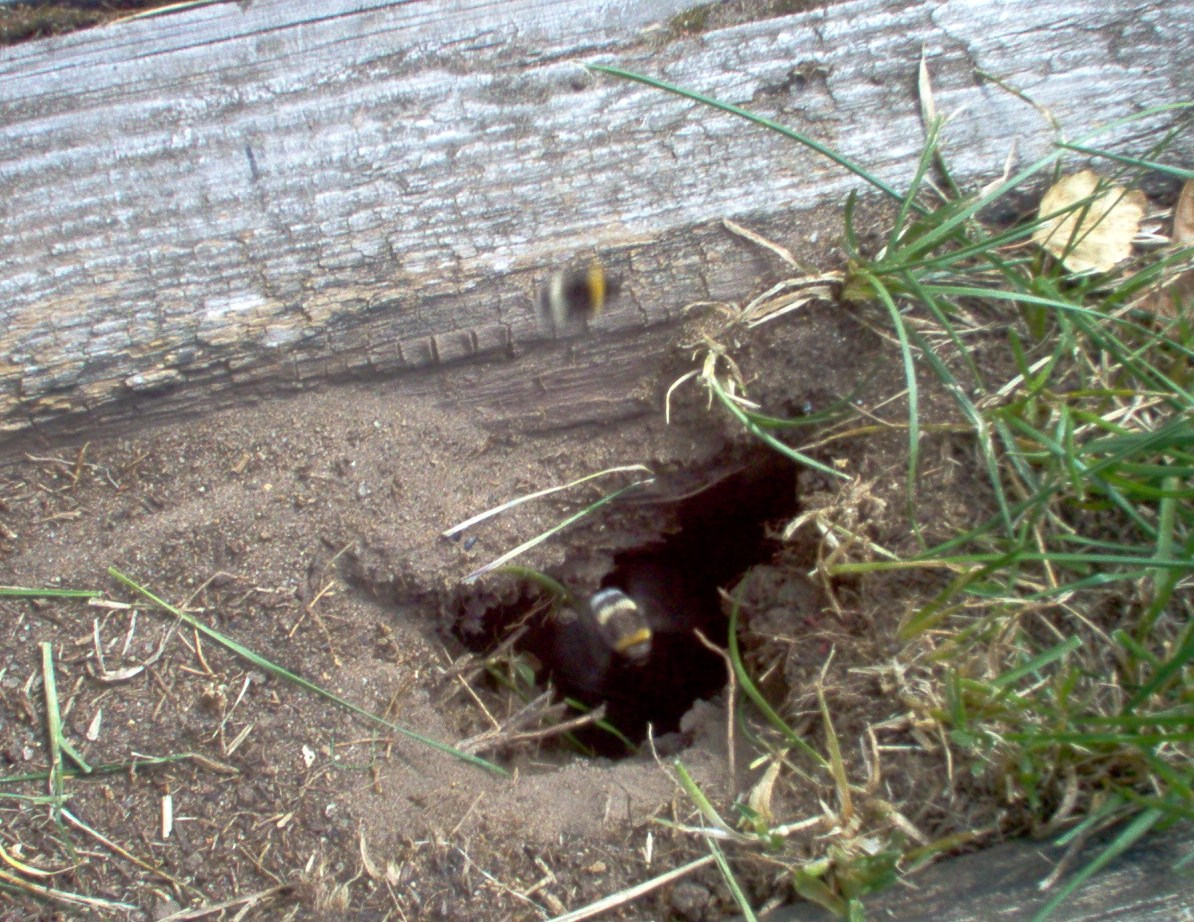
Trzmiele wylatujące z podziemnego gniazda

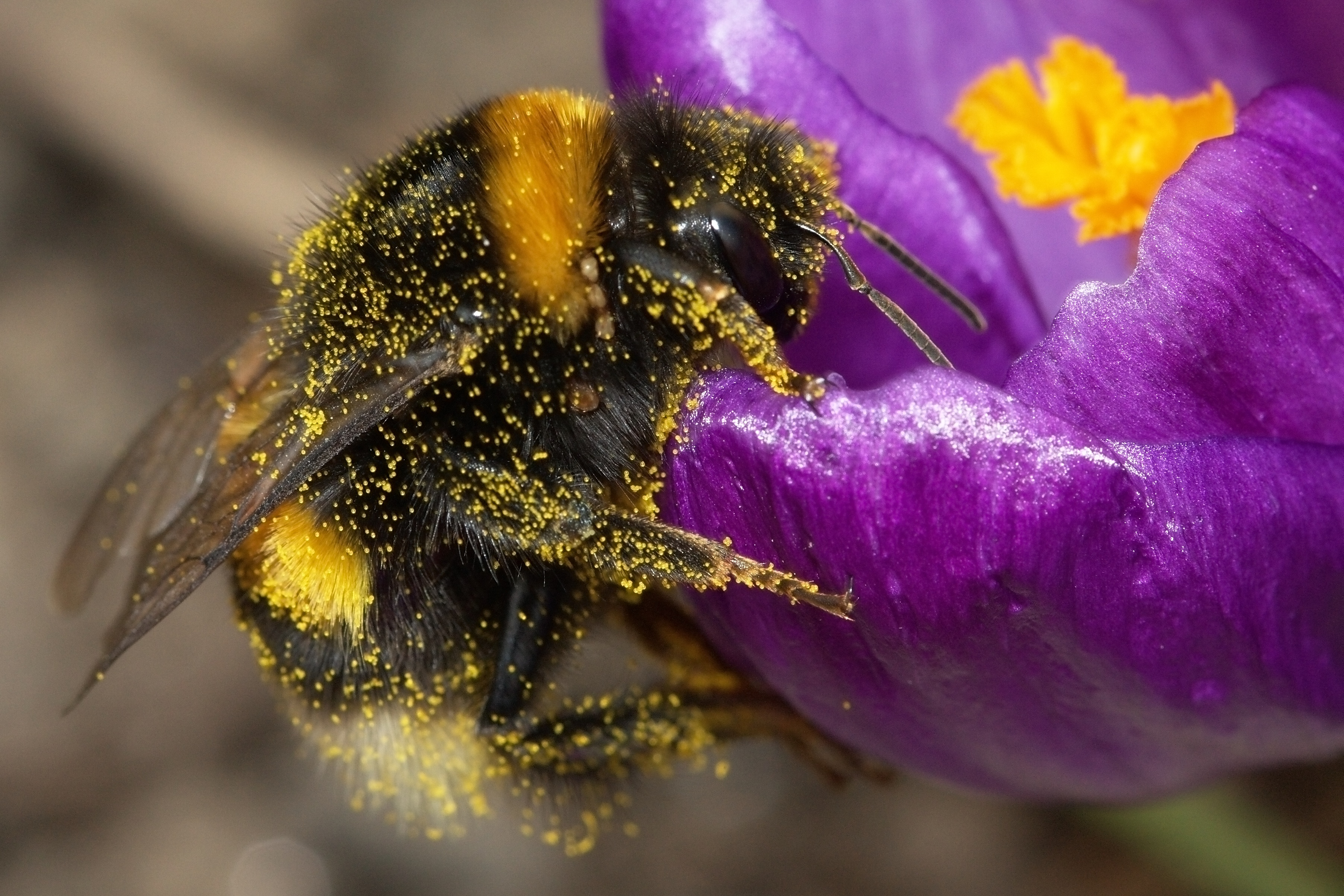
Trzmiel pokryty pyłkiem

Bombus – rodzaj owadów z rodziny pszczołowatych, obejmujący trzmiele i trzmielce (brzmiki). Mają bardzo duże znaczenie w gospodarce rolnej, ponieważ poszukując pyłku i nektaru, którym się żywią, zapylają wiele gatunków roślin uprawnych, polowych i szklarniowych, oraz dziko rosnących. Niektóre z nich są organizmami modelowymi w badaniach zachowania, fizjologii, strategii żerowania oraz ewolucji relacji społecznych wśród owadów.

## Występowanie
Przedstawiciele tego rodzaju występują na większości lądów świata, z wyjątkiem Antarktydy i większości Afryki oraz Azji Mniejszej i nizin Indii. Do Australii i Nowej Zelandii zostały introdukowane. Najliczniejsze są w strefie klimatu umiarkowanego. Wczesna dywersyfikacja gatunków przebiegała początkowo prawdopodobnie w krainie palearktycznej. Są pospolitymi owadami łąk, pól i sadów.
W Polsce stwierdzono występowanie ok. 30 gatunków trzmieli oraz 9 gatunków trzmielców. Dokładna liczba może się wahać w zależności od klasyfikacji takich gatunków jak trzmiel zamaskowany, wielki czy grzbietoplam, które były w przeszłości uznawane za odrębne gatunki lub podgatunki.

## Użądlenia
Samice trzmieli (królowa i robotnice) oraz trzmielców mają żądło służące im do obrony. Użądlenia tych owadów są bardzo bolesne. Jednocześnie są one notowane o wiele rzadziej niż np. w przypadku pszczoły miodnej, gdyż trzmiele są od niej o wiele mniej agresywne i rzadziej dochodzi do ich interakcji z człowiekiem. Bardziej narażone na użądlenia mogą być osoby pracujące w szklarniach, gdzie pewne gatunki trzmieli są używane do zapylania upraw. Na ich żądle nie ma haczykowatych zakończeń, dlatego po użądleniu nie pozostaje ono w skórze człowieka. Jad trzmieli ma podobny, choć nie identyczny, skład jak jad pszczoły miodnej. Po użądleniu mogą wystąpić miejscowe obrzęki tkanki podskórnej, a u osób uczulonych – w różnym stopniu nasilone (rzadko silne) objawy wstrząsu anafilaktycznego.

## Klasyfikacja
Trzmiele obecnie zaliczane do rodzaju Bombus były przez większość z ostatnich 200 lat zaliczane do dwóch rodzajów: Bombus (sensu stricto) i Psithyrus (rzadziej trzech, jeśli uwzględnić Bombias), klasyfikowanych w obrębie plemienia Bombini. Czasem umieszczano je w obecnie nieuznawanej podrodzinie Bombinae. Kryterium podziału na rodzaje stanowiły różnice w ich morfologii i biologii. Bombus s. str. obejmował owady określane nazwą trzmiele – są to owady eusocjalne, budujące gniazda, natomiast przedstawicieli rodzaju Psithyrus nazwano trzmielcami – to obligatoryjne pasożyty społeczne trzmieli, zewnętrznie bardzo do nich podobne, ale prowadzące odmienną strategię rozrodczą.
Analizy morfologiczne i molekularne wykazały, że tak definiowane plemię Bombini (Bombus i Psithyrus) stanowi takson parafiletyczny. W 1991 roku Paul H. Williams zaproponował włączenie trzmielców do rodzaju Bombus. Liczne badania molekularne wykazały, że trzmiele i trzmielce są ze sobą bardzo blisko spokrewnione. Propozycja Williamsa została szeroko zaakceptowana – trzmielce (Psithyrus) zaliczono do rodzaju Bombus, który stał się taksonem monofiletycznym.
Rodzaj Bombus sensu lato obejmuje ponad 250 gatunków pogrupowanych w podrodzajach. Odkrycie relacji pokrewieństwa pomiędzy tymi podrodzajami było przedmiotem wielu analiz, począwszy od 1880 roku. Liczba proponowanych podrodzajów wynosi około 40. W 2008 roku Wiliams zaproponował podział na 9 monofiletycznych podrodzajów, podając jednocześnie klucz do ich identyfikacji na podstawie cech morfologicznych (odrębnie dla samic i samców). Autor sugeruje również istnienie pomiędzy nimi różnic behawioralnych i ekologicznych (przedstawiona kolejność uwzględnia filogenezę):
- B. (Mendacibombus)
- B. (Bombias)
- B. (Kallobombus)
- B. (Orientalibombus)
- B. (Subterraneobombus)
- B. (Megabombus)
- B. (Thoracobombus)
- B. (Psithyrus)
- B. (Bombus) s. str.

## Gatunki występujące w Polsce

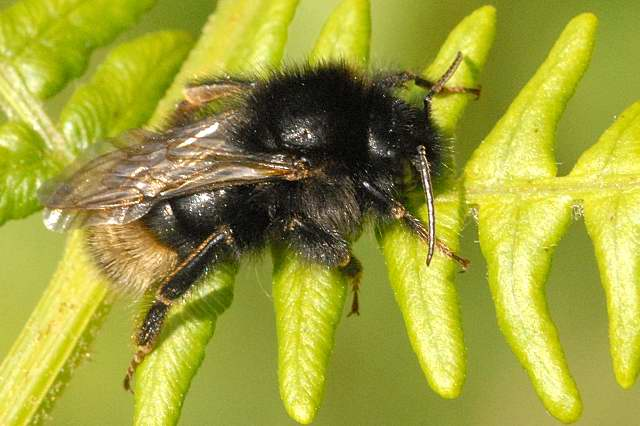
Trzmielec żółty (Bombus campestris)

Trzmiele opisano w osobnym artykule:

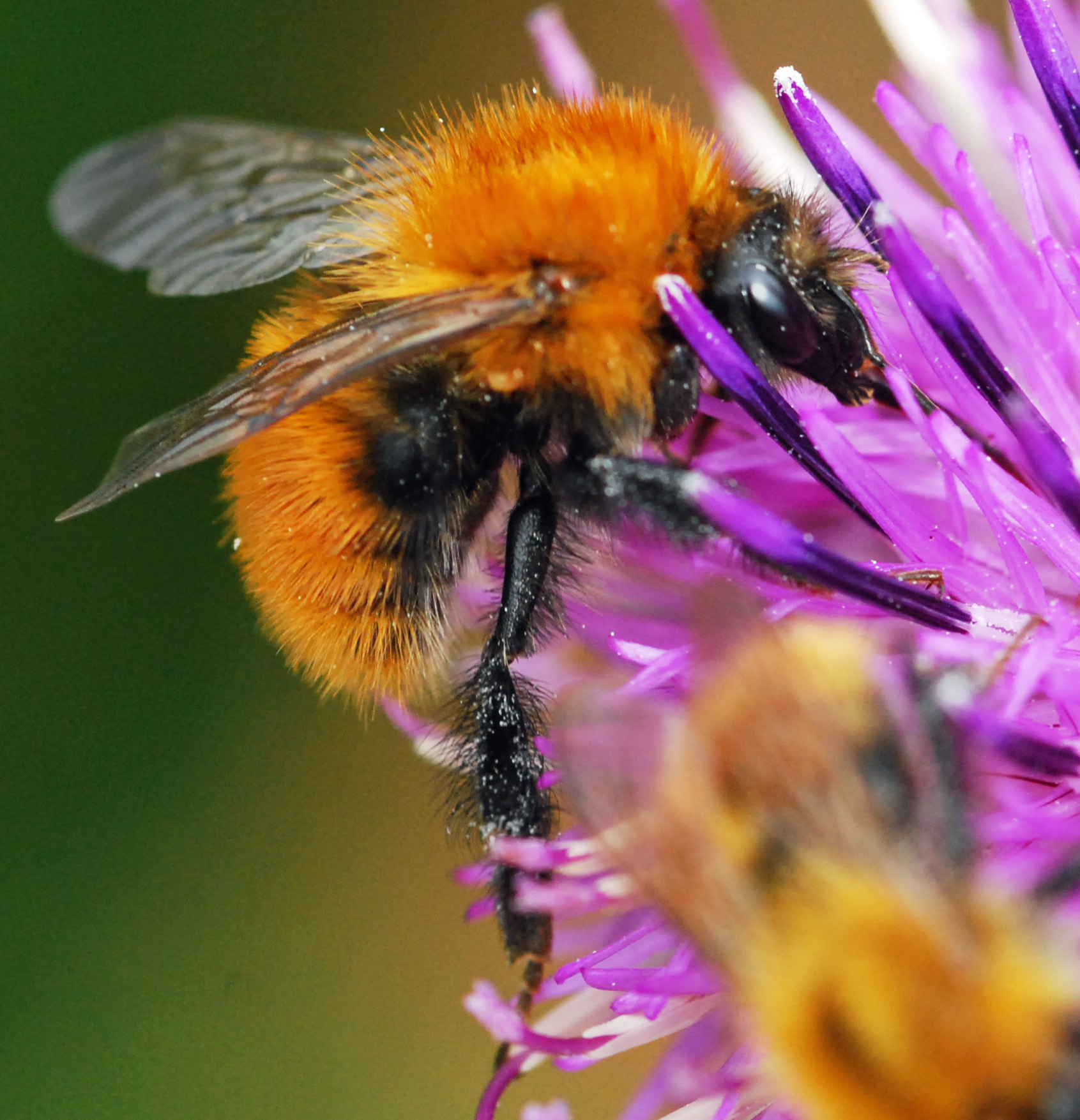
Trzmiel żółty (Bombus muscorum)

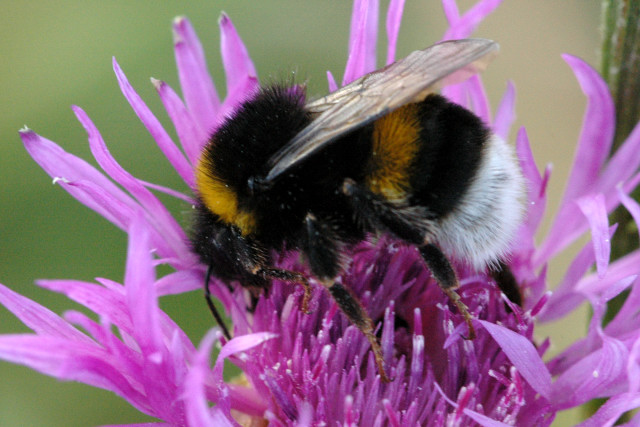
Trzmiel gajowy (Bombus lucorum)

Trzmielce opisano w odrębnym artykule:

## Zagrożenia i ochrona
Według European Red List of Bees z 2014 roku, ok. 24% europejskich gatunków trzmieli jest zagrożonych wyginięciem (kategorie CR+EN+VU wg IUCN). Ok. 45% europejskich gatunków odnotowuje trend spadkowy liczebności populacji. Do ważnych czynników zagrażających trzmielom należą zmiany klimatu, zmiany zachodzące w rolnictwie, utrata i degradacja siedlisk (w tym utrata bazy pokarmowej i miejsc do gniazdowania), toksyczne działanie pestycydów, choroby pasożytnicze i wirusowe.
Niektóre gatunki trzmieli są hodowane komercyjnie, a kolonie sprzedawane do zapylania upraw. Takie hodowlane trzmiele mogą stanowić zagrożenie dla dzikich populacji na kilka sposobów. Często są one nosicielami pasożytów, którymi (po ucieczce owada ze szklarni lub w przypadku stosowania trzmieli hodowlanych na nieosłoniętych uprawach) mogą zarazić dziko żyjące trzmiele. Krzyżowanie się osobników dzikich i uciekinierów z hodowli prowadzi do wymieszania się puli genowych, niejednokrotnie pomiędzy podgatunkami. Gatunki wprowadzane na tereny, gdzie dotąd nie występowały, mogą po ucieczce z hodowli tworzyć samodzielne populacje i stać się inwazyjne. Sprowadzony do Japonii trzmiel ziemny wypiera inne, rodzime gatunki trzmieli, prawdopodobnie przez konkurencję o pokarm i miejsce do gniazdowania. Dla jednego z japońskich trzmieli, Bombus hypocrita, dodatkowym zagrożeniem ze strony trzmiela ziemnego są kopulacje międzygatunkowe. Jaja B. hypocrita zapłodnione w wyniku takiej międzygatunkowej kopulacji nie rozwijają się, wskutek czego królowe nie są w stanie wyprodukować robotnic i założyć kolonii.  
Ochrona trzmieli powinna polegać przede wszystkim na ochronie ich siedlisk, zapewnianiu roślin pokarmowych i naturalnych miejsc do gniazdowania. Stosuje się również sztuczne skrzynki lęgowe. Charakteryzują się one różnym, nie zawsze satysfakcjonującym stopniem zasiedlenia, a ich efektywność może być zależna od jednoczesnej poprawy wiosennej bazy pokarmowej w siedlisku.

## Trzmiele w kulturze
Od 1954 roku zagadnienia znaczenia trzmieli w przyrodzie i upowszechniania ich ochrony stały się przedmiotem zainteresowania filatelistyki. Liczne gatunki przedstawiono na znaczkach pocztowych i innych walorach filatelistycznych w 30 krajach. Pierwsze ukazały się w Szwajcarii i Finlandii, a w 1961 w Polsce i byłej Czechosłowacji.